# Bultaco Alpina
La Bultaco Alpina fou un model de motocicleta de fora d'asfalt fabricat per Bultaco entre 1971 i 1980. Al llarg de la seva vida comercial se'n produïren diverses versions en cilindrades variades (des dels 125 fins als 350 cc), per bé que les més populars foren les de 250 i 350 cc. Com a característiques generals a totes les versions, disposaven d'un motor de dos temps monocilíndric refrigerat per aire, bastidor de simple bressol, frens de tambor i amortidors de forquilla convencional davant i telescòpics darrere. El seu nom provenia de la Companyia Alpina de la Creu Roja de Barcelona, ja que la moto nasqué de la col·laboració del seu responsable, Manuel Fabregat, amb Francesc Xavier Bultó, l'amo de Bultaco, amb la idea de dotar aquesta unitat de la Creu Roja de vehicles adients per a prestar assistència als afeccionats a la moto de muntanya, aleshores molt nombrosos.
Pensada per a un ús mixt, a mig camí entre el trial i l'enduro (era bàsicament una Sherpa T amb suspensions més dures i amb el canvi de marxes de la Matador, el model d'enduro de la marca), l'Alpina obrí un segment de mercat fins aleshores inexistent i creà un nou concepte de motocicleta que fou anomenat trail (en anglès, "rastre" o "viarany"), una idea que triomfà comercialment i que aviat fou seguida per altres marques, com ara OSSA amb el seu model Explorer (1973) i Montesa amb la seva Cota 247-T (1974). Per bé que inicialment aquest tipus de motocicleta es destinava al l'ús per la muntanya i el camp, essent especialment apte per a l'excursionisme motoritzat (sol o amb passatger), amb els anys les trail s'anaren decantant cada cop més cap a les pistes forestals, una tendència iniciada pels fabricants japonesos als darrers anys de la dècada de 1970 que possibilità l'auge dels raids africans. Aquesta evolució ha fet que les actuals "trail" siguin més que res motos de carretera utilitzables en pistes forestals (com ara la BMW GS o la KTM Adventure).
L'Alpina assolí un important èxit comercial gràcies a la seva senzillesa, robustesa i facilitat de conducció, unit al poc manteniment que requeria. Era una motocicleta atractiva, còmoda i polivalent que estava a l'abast de tothom, al contrari d'allò que passava amb els models de trial, motocròs i enduro, altament especialitzats i destinats a un públic mínimament expert. El mateix Francesc Xavier Bultó n'era un entusiasta i amb la seva Alpina particular acostumava a fer excursions amb els seus fills i nets asseguts al dipòsit per la seva finca de Cunit, el mas de Sant Antoni.

## Història
Manuel Fabregat era un dels responsables de la Companyia Alpina de la Creu Roja, una unitat de Barcelona especialitzada en assistència a excursionistes, esquiadors i en general a tota mena d'accidentats al medi natural. Inscrit a la Secció d'Esquí de la companyia i afeccionat a la moto de fora d'asfalt, al final de la dècada de 1960 patí un accident mentre seguia com a espectador amb la seva moto una competició d'enduro (aleshores anomenat Tot-Terreny) a Manresa, amb tan mala sort que caigué per un terraplè i ningú no se n'adonà. Ferit, va tenir serioses dificultats per a sortir d'aquell indret i rebre ajuda.
Poc després de l'incident, Fabregat proposà la creació d'una brigada motoritzada que pogués prestar assistència al creixent nombre d'aficionats a la moto de muntanya (en aquella època en ple apogeu, amb nombrosos propietaris de models de trial i enduro de Bultaco, Montesa i OSSA sortint a gaudir-ne cada cap de setmana). Aprovada la seva idea, s'establí contacte amb Paco Bultó, qui de seguida s'interessà per la iniciativa. Partint de la base d'un dels models estrella de Bultaco, la Sherpa T, en aquells moments la millor moto de trial del mercat, es va projectar una moto més polivalent, amb desenvolupaments del canvi més llargs, seient més gros i còmode, amortidors més durs, pneumàtics de motocròs i dipòsit més gran per tal de tenir més autonomia. Per al canvi es va adoptar la caixa d'una Matador.
Finalment, el 1971 nasqué l'Alpina, una moto equilibrada, més còmoda que les de trial i més manejable que les de motocròs i enduro.

### Unitat Moto-Alpina

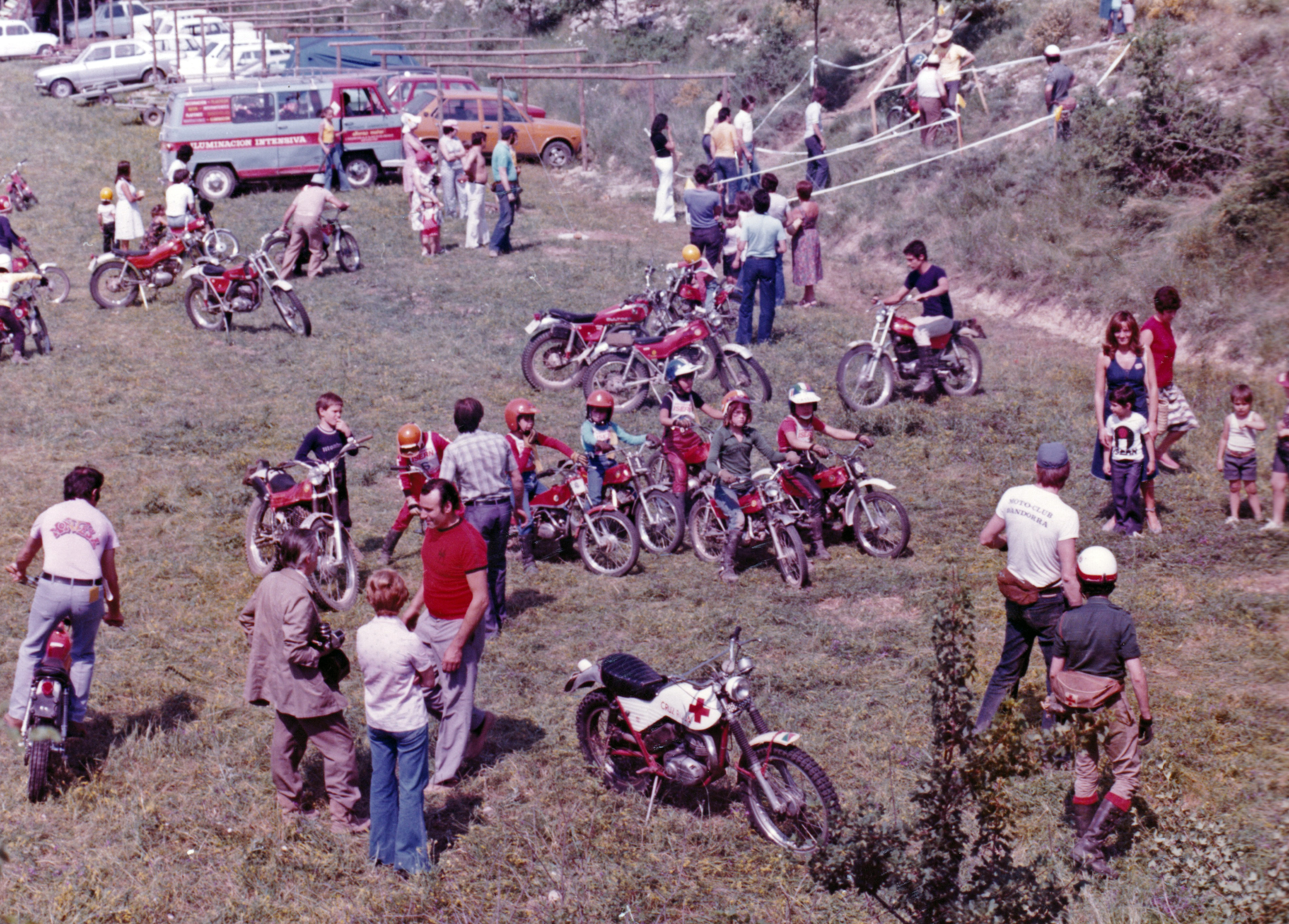
Una Alpina de 1971 i un membre de la Creu Roja durant un curset infantil al Toll el 1976

Com a reconeixement a la col·laboració de la Companyia Alpina, Bultó decidí que el nou model de la marca portés el seu nom. Des d'aleshores, a més, la Creu Roja creà una unitat motoritzada dins la Companyia Alpina sota el comandament de Fabregat que nomenà "Moto-Alpina", equipada inicialment amb diverses unitats de Bultaco Alpina cedides per l'empresa i, més endavant, amb tota mena de motocicletes de muntanya (ja fossin Bultaco Sherpa T, Montesa Cota 247 o Cota 348) cedides desinteressadament per diversos fabricants i concessionaris.
El centre de trobada dels membres de la unitat fou inicialment un petit espai al costat del claustre d'un antic monestir de monges, al número 185 del carrer Aribau de Barcelona, passant després per la plaça Borràs de Sarrià i els carrers Pujades, Joan d'Àustria, i Fusina, seus de la Creu Roja espanyola de Barcelona al llarg de la història. La unitat Moto-Alpina desenvolupà la seva activitat fins a la fi dels anys setanta, quan la manca de mitjans per a la renovació de les motos va fer que la seva activitat s'anés extingint gradualment (la crisi del sector va fer que els qui abans col·laboraven desinteressadament en aquest projecte deixessin de fer-ho). Tot i així, la unitat ha seguit formalment activa fins a l'actualitat. Pel que fa a Manuel Fabregat, el 2008 li fou atorgada la Medalla al Mèrit Motociclista.
D'altra banda, cal dir que a banda de la Creu Roja, entitats com ara l'exèrcit i la guàrdia civil espanyols també varen ser equipades durant anys amb unitats de Bultaco Alpina.

## Característiques
Al moment del seu llançament, l'Alpina fou equipada amb el motor de la Sherpa T 250, el canvi de marxes de la Matador (més llarg que el de la Sherpa T), un dipòsit de 8,5 litres i un còmode seient de dues places. Era ideal per a fer-hi passejades pel camp. El 1973 apareixen les versions de 125, 175 i 350 cc.
Al llarg de la seva història, aquesta moto rebé molt poques modificacions, bàsicament petits canvis en les cilindrades per necessitats de producció, un volant magnètic més gran per a donar-li més suavitat (el seu comportament era òptim a baixes revolucions) i un petit augment en la distància entre eixos.

## Versions

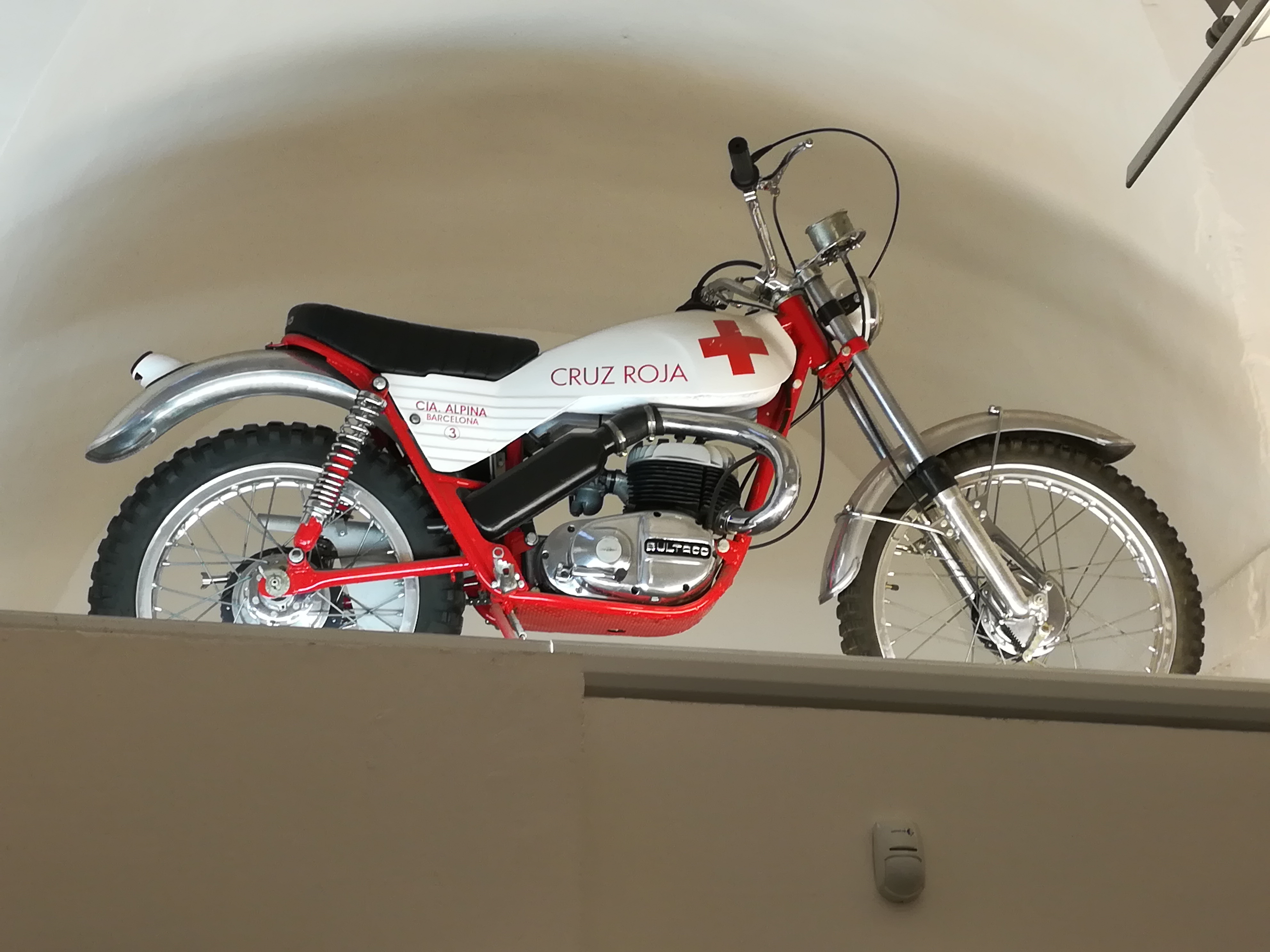
Una de les primeres Alpina 250 de 1971, destinades a la Creu Roja

Els principals canvis que s'anaven introduint a les diferents versions del model es basaven més que res en simples actualitzacions estètiques. Pel que fa als motors, els canvis s'hi feien per a unificar-ne la producció amb els que es fabricaven de la Sherpa T a cada moment, per tal d'estalviar costos (l'Alpina era una moto senzilla i sempre tingué un baix cost de producció). Les darreres Alpina foren les versions 212 (250 cc) i 213 (350 cc), aparegudes el 1977, i es mantingueren en venda fins a gairebé el tancament de la fàbrica, quan a causa de la crítica situació financera de l'empresa es va abandonar la seva producció per tal de centrar els esforços en la comercialització d'un reduït nombre de models.

### Llista de versions produïdes
| Id. Model | Cilindrada | Anys        | Núm. Sèrie  | Pintura dipòsit                                  |  |
| --------- | ---------- | ----------- | ----------- | ------------------------------------------------ |  |
| 85        | 250        | 1971 - 1974 | 85.000.001  | Blau amb franja argentada inferior               |  |
| 97        | 125        | 1973 - 1974 | 97.000.001  | Blau amb franja argentada inferior               |  |
| 98        | 175        | 1973 - 1974 | 98.000.001  | Blau amb franja argentada inferior               |  |
| 99        | 350        | 1973 - 1974 | 99.000.001  | Blau amb franja argentada inferior               |  |
|           |            |             |             |                                                  |  |
| 113       | 125        | 1974        | 113.000.001 | ?                                                |  |
| 114       | 175        | 1974        | 114.000.001 | ?                                                |  |
| 115       | 250        | 1974        | 115.000.001 | Blau amb franja argentada inferior               |  |
| 116       | 350        | 1974        | 116.000.001 | Blau amb franja carbassa inferior                |  |
|           |            |             |             |                                                  |  |
| 137       | 250        | 1974 - 1976 | 137.000.001 | Blau amb doble franja argentada                  |  |
| 138       | 350        | 1974 - 1976 | 138.000.001 | Blau amb doble franja carbassa                   |  |
|           |            |             |             |                                                  |  |
| 165       | 250        | 1976        | 165.000.001 | Vermell amb doble franja argentada superior      |  |
| 166       | 350        | 1976        | 166.000.001 | Vermell amb doble franja argentada superior      |  |
|           |            |             |             |                                                  |  |
| 187       | 250        | 1976 - 1977 | 187.000.001 | Blau amb franja argentada superior i inferior    |  |
| 188       | 350        | 1976 - 1977 | 188.000.001 | Vermell amb franja argentada superior i inferior |  |
| 189       | 175        | 1976 - 1977 | 189.000.001 | ?                                                |  |
|           |            |             |             |                                                  |  |
| 211       | 175        | 1977 - 1979 | 211.000.001 | Vermell amb ratlla blanca                        |  |
| 212       | 250        | 1977 - 1980 | 212.000.001 | Verd amb ratlla blanca                           |  |
| 213       | 350        | 1977 - 1979 | 213.000.001 | Vermell amb ratlla blanca                        |  |

Notes
1. ↑  N'hi hagué una versió per a l'exèrcit espanyol de terra, codificada com a 1T-187
2. ↑  N'hi hagué una versió per a l'exèrcit espanyol de terra, codificada com a 1T-188
3. ↑  N'hi hagué una versió per a l'exèrcit espanyol de terra, codificada com a 224

### Models 85, 97, 98 i 99
La primera Alpina era estèticament molt semblant a la Sherpa T de l'època, de la qual se'n diferenciava sobretot pel color (era blava en comptes de vermella) i pel selló i dipòsit sobredimensionats. Tota la resta era pràcticament igual, incloent-hi els pneumàtics, el manillar i el parafang anterior de trial (per bé que les unitats destinades al mercat nord-americà duien el parafang aixecat, tipus enduro).
Fitxa tècnica
| Bultaco Alpina     | Bultaco Alpina                                 | Bultaco Alpina                                 | Bultaco Alpina                                 | Bultaco Alpina                                 | Bultaco Alpina |
| ------------------ | ---------------------------------------------- | ---------------------------------------------- | ---------------------------------------------- | ---------------------------------------------- | -------------- |
|                    | 125                                            | 175                                            | 250                                            | 350                                            |                |
| Id. Model          | 97                                             | 98                                             | 85                                             | 99                                             |                |
| Núm. Sèrie         | 97.000.001                                     | 98.000.001                                     | 85.000.001                                     | 99.000.001                                     |                |
| Anys               | 1973 - 1974                                    | 1973 - 1974                                    | 1971 - 1974                                    | 1973 - 1974                                    |                |
| CC                 | 124,98                                         | 174,77                                         | 244,29                                         | 326,03                                         |                |
| Diàmetre x Carrera | 51,5 x 60 mm                                   | 60,9 x 60 mm                                   | 72 x 60 mm                                     | 83,2 x 60 mm                                   |                |
| Compressió         | 10:1                                           | 10:1                                           | 9:1                                            | 9:1                                            |                |
| CV                 | 11,2 a 5.500 rpm                               | 14 a 5.500 rpm                                 | 19,8 a 5.500 rpm                               | 21 a 5.500 rpm                                 |                |
| Carburador         | Amal 625                                       | Amal 625                                       | Amal 627                                       | Amal 627                                       |                |
| Canvi              | 5 velocitats                                   | 5 velocitats                                   | 5 velocitats                                   | 5 velocitats                                   |                |
| Suspensió davant   | Forquilla telescòpica                          | Forquilla telescòpica                          | Forquilla telescòpica                          | Forquilla telescòpica                          |                |
| Suspensió darrera  | Amortidors hidràulics                          | Amortidors hidràulics                          | Amortidors hidràulics                          | Amortidors hidràulics                          |                |
| Pneumàtic davant   | 3,00 x 21                                      | 3,00 x 21                                      | 3,00 x 21                                      | 3,00 x 21                                      |                |
| Pneumàtic darrera  | 4,00 x 18                                      | 4,00 x 18                                      | 4,00 x 18                                      | 4,00 x 18                                      |                |
| Frens davant       | Tambor 125 x 25 mm                             | Tambor 125 x 25 mm                             | Tambor 125 x 25 mm                             | Tambor 125 x 25 mm                             |                |
| Frens darrera      | Tambor 140 x 40 mm                             | Tambor 140 x 40 mm                             | Tambor 140 x 40 mm                             | Tambor 140 x 40 mm                             |                |
| Pes en sec         | 97 kg                                          | 97 kg                                          | 97 kg                                          | 98,5 kg                                        |                |
| Dipòsit            | Blau amb franja argentada inferior (10 litres) | Blau amb franja argentada inferior (10 litres) | Blau amb franja argentada inferior (10 litres) | Blau amb franja argentada inferior (10 litres) |                |

### Models 113, 114, 115 i 116
La segona versió de l'Alpina es diferenciava de la primera especialment per la nova decoració i combinació de colors, però també pel selló i dipòsit (encara més grossos) i, sobretot, per un acabat més decididament decantat cap a l'enduro: pneumàtics de motocròs, manillar alt i ample amb barra de reforç i parafang anterior aixecat.
Fitxa tècnica
| Bultaco Alpina     | Bultaco Alpina        | Bultaco Alpina        | Bultaco Alpina                                   | Bultaco Alpina                                  | Bultaco Alpina |
| ------------------ | --------------------- | --------------------- | ------------------------------------------------ | ----------------------------------------------- | -------------- |
|                    | 125                   | 175                   | 250                                              | 350                                             |                |
| Id. Model          | 113                   | 114                   | 115                                              | 116                                             |                |
| Núm. Sèrie         | 113.000.001           | 114.000.001           | 115.000.001                                      | 116.000.001                                     |                |
| Anys               | 1974                  | 1974                  | 1974                                             | 1974                                            |                |
| CC                 | ?                     | ?                     | 244,29                                           | 347,95                                          |                |
| Diàmetre x Carrera | ?                     | ?                     | 72 x 60 mm                                       | 83,2 x 64 mm                                    |                |
| Compressió         | ?                     | ?                     | 9:1                                              | 9,5:1                                           |                |
| CV                 | ?                     | ?                     | 19,8 a 5.500 rpm                                 | 22,7 a 5.500 rpm                                |                |
| Carburador         | ?                     | ?                     | Amal 627                                         | Amal 627                                        |                |
| Canvi              | 5 velocitats          | 5 velocitats          | 5 velocitats                                     | 5 velocitats                                    |                |
| Suspensió davant   | Forquilla telescòpica | Forquilla telescòpica | Forquilla telescòpica                            | Forquilla telescòpica                           |                |
| Suspensió darrera  | Amortidors hidràulics | Amortidors hidràulics | Amortidors hidràulics                            | Amortidors hidràulics                           |                |
| Pneumàtic davant   | 3,00 x 21             | 3,00 x 21             | 3,00 x 21                                        | 3,00 x 21                                       |                |
| Pneumàtic darrera  | 4,00 x 18             | 4,00 x 18             | 4,00 x 18                                        | 4,00 x 18                                       |                |
| Frens davant       | Tambor 140 x 35 mm    | Tambor 140 x 35 mm    | Tambor 140 x 35 mm                               | Tambor 140 x 35 mm                              |                |
| Frens darrera      | Tambor 140 x 40 mm    | Tambor 140 x 40 mm    | Tambor 140 x 40 mm                               | Tambor 140 x 40 mm                              |                |
| Pes en sec         | ?                     | ?                     | 97 kg                                            | 99 kg                                           |                |
| Dipòsit            | ?                     | ?                     | Blau amb franja argentada inferior (10,5 litres) | Blau amb franja carbassa inferior (10,5 litres) |                |

### Models 137 i 138
La tercera versió de l'Alpina era pràcticament idèntica estèticament a la segona. La principal diferència visual era la nova decoració del conjunt dipòsit-selló, amb dues franges de color en comptes d'una de sola, així com per la tapa de filtre també en dos colors.
Fitxa tècnica
|                    | 250                                           | 350                                          |  |
| Id. Model          | 137                                           | 138                                          |  |
| Núm. Sèrie         | 137.000.001                                   | 138.000.001                                  |  |
| Anys               | 1974 - 1976                                   | 1974 - 1976                                  |  |
| CC                 | 244,29                                        | 347,95                                       |  |
| Diàmetre x Carrera | 72 x 60 mm                                    | 83,2 x 64 mm                                 |  |
| Compressió         | 9:1                                           | 8,5:1                                        |  |
| CV                 | 14,4 a 5.500 rpm                              | 18 a 5.500 rpm                               |  |
| Carburador         | Amal 2928                                     | Amal 2928                                    |  |
| Canvi              | 5 velocitats                                  | 5 velocitats                                 |  |
| Suspensió davant   | Forquilla telescòpica                         | Forquilla telescòpica                        |  |
| Suspensió darrera  | Amortidors hidràulics                         | Amortidors hidràulics                        |  |
| Pneumàtic davant   | 3,00 x 21                                     | 3,00 x 21                                    |  |
| Pneumàtic darrera  | 4,00 x 18                                     | 4,00 x 18                                    |  |
| Frens davant       | Tambor 140 x 30 mm                            | Tambor 140 x 30 mm                           |  |
| Frens darrera      | Tambor 140 x 30 mm                            | Tambor 140 x 30 mm                           |  |
| Pes en sec         | 98,5 kg                                       | 98,5 kg                                      |  |
| Dipòsit            | Blau amb doble franja argentada (10,5 litres) | Blau amb doble franja carbassa (10,5 litres) |  |

### Models 165 i 166
La quarta versió de l'Alpina abandonava el tradicional color blau d'aquest model per passar al vermell. Canviava també el tradicional selló, ara més llarg i alt, amb corretja de subjecció per al passatger. Al mateix temps, s'abandonava definitivament el típic conjunt dipòsit-selló d'una sola peça i es passava al sistema clàssic de dipòsit i selló per separat.
Fitxa tècnica
| Bultaco Alpina     | Bultaco Alpina                                           | Bultaco Alpina                                           | Bultaco Alpina |
| ------------------ | -------------------------------------------------------- | -------------------------------------------------------- | -------------- |
|                    | 250                                                      | 350                                                      |                |
| Id. Model          | 165                                                      | 166                                                      |                |
| Núm. Sèrie         | 165.000.001                                              | 166.000.001                                              |                |
| Anys               | 1976                                                     | 1976                                                     |                |
| CC                 | 237,6                                                    | 348                                                      |                |
| Diàmetre x Carrera | 71 x 60 mm                                               | 83,2 x 64 mm                                             |                |
| Compressió         | 9:1                                                      | 8,5:1                                                    |                |
| CV                 | 14,1 a 5.500 rpm                                         | 21,6 a 6.500 rpm                                         |                |
| Carburador         | AMAL 2600                                                | Bing 84                                                  |                |
| Canvi              | 5 velocitats                                             | 5 velocitats                                             |                |
| Suspensió davant   | Forquilla telescòpica                                    | Forquilla telescòpica                                    |                |
| Suspensió darrera  | Amortidors hidràulics                                    | Amortidors hidràulics                                    |                |
| Pneumàtic davant   | 3,00 x 21                                                | 3,00 x 21                                                |                |
| Pneumàtic darrera  | 4,00 x 18                                                | 4,00 x 18                                                |                |
| Frens davant       | Tambor 140 mm                                            | Tambor 140 mm                                            |                |
| Frens darrera      | Tambor 140 mm                                            | Tambor 140 mm                                            |                |
| Pes en sec         | 101 kg                                                   | 105 kg                                                   |                |
| Dipòsit            | Vermell amb doble franja argentada superior (8,5 litres) | Vermell amb doble franja argentada superior (8,5 litres) |                |

### Models 187, 188 i 189
La cinquena versió de l'Alpina continuava amb l'estètica de la quarta, recuperant però el tradicional color blau per a la versió de 250 cc. Les franges decoratives de dipòsit i selló patien petits canvis estètics. D'altra banda, tant de la versió de 250 com la de 350 cc se'n varen fabricar sengles sèries especials per a l'exèrcit espanyol de terra.
Fitxa tècnica
| Bultaco Alpina     | Bultaco Alpina        | Bultaco Alpina                                             | Bultaco Alpina                                                | Bultaco Alpina | Bultaco Alpina |
| ------------------ | --------------------- | ---------------------------------------------------------- | ------------------------------------------------------------- | -------------- | -------------- |
|                    | 175                   | 250                                                        | 350                                                           |                |                |
| Id. Model          | 189                   | 187                                                        | 188                                                           |                |                |
| Núm. Sèrie         | 189.000.001           | 187.000.001                                                | 188.000.001                                                   |                |                |
| Anys               | 1976 - 1977           | 1976 - 1977                                                | 1976 - 1977                                                   |                |                |
| CC                 | ?                     | 237,55                                                     | 348                                                           |                |                |
| Diàmetre x Carrera | ?                     | 71 x 60 mm                                                 | 83,2 x 64 mm                                                  |                |                |
| Compressió         | ?                     | 9:1                                                        | 8,5:1                                                         |                |                |
| CV                 | ?                     | 14,1 a 5.500 rpm                                           | 21,6 a 6.500 rpm                                              |                |                |
| Carburador         | ?                     | Amal 2600                                                  | Bing 84                                                       |                |                |
| Canvi              | 5 velocitats          | 5 velocitats                                               | 5 velocitats                                                  |                |                |
| Suspensió davant   | Forquilla telescòpica | Forquilla telescòpica                                      | Forquilla telescòpica                                         |                |                |
| Suspensió darrera  | Amortidors hidràulics | Amortidors hidràulics                                      | Amortidors hidràulics                                         |                |                |
| Pneumàtic davant   | 3,00 x 21             | 3,00 x 21                                                  | 3,00 x 21                                                     |                |                |
| Pneumàtic darrera  | 4,00 x 18             | 4,00 x 18                                                  | 4,00 x 18                                                     |                |                |
| Frens davant       | Tambor 140 x 30 mm    | Tambor 140 x 30 mm                                         | Tambor 140 x 30 mm                                            |                |                |
| Frens darrera      | Tambor 140 x 30 mm    | Tambor 140 x 30 mm                                         | Tambor 140 x 30 mm                                            |                |                |
| Pes en sec         | ?                     | 101 kg                                                     | 105 kg                                                        |                |                |
| Dipòsit            | ?                     | Blau amb franja argentada superior i inferior (8,5 litres) | Vermell amb franja argentada superior i inferior (8,5 litres) |                |                |

### Models 211, 212 i 213
La sisena i darrera versió de l'Alpina incorporà importants canvis estètics que l'acostaven molt més a una motocicleta de trial: dipòsit, tapes de filtre i selló eren molt més semblants als de la Sherpa T (per bé que més grossos) i els parafangs, ara de plàstic, eren iguals que els d'aquest altre model. Pneumàtics i manillar, però, continuaven essent d'enduro. Els colors i decoració de les fibres canviaven també força, i per primer cop s'adoptava el verd, en aquest cas per a la versió de 250 cc. Cal dir que de la versió de 350 cc se'n va fabricar també una sèrie especial per a l'exèrcit espanyol.
Fitxa tècnica
| Bultaco Alpina     | Bultaco Alpina                   | Bultaco Alpina                      | Bultaco Alpina                         | Bultaco Alpina | Bultaco Alpina |
| ------------------ | -------------------------------- | ----------------------------------- | -------------------------------------- | -------------- | -------------- |
|                    | 175                              | 250                                 | 350                                    |                |                |
| Id. Model          | 211                              | 212                                 | 213                                    |                |                |
| Núm. Sèrie         | 211.000.001                      | 212.000.001                         | 213.000.001                            |                |                |
| Anys               | 1977 - 1979                      | 1977 - 1980                         | 1977 - 1979                            |                |                |
| CC                 | ?                                | 237,55                              | 348                                    |                |                |
| Diàmetre x Carrera | ?                                | 71 x 60 mm                          | 83,2 x 64 mm                           |                |                |
| Compressió         | ?                                | 9:1                                 | 8,5:1                                  |                |                |
| CV                 | ?                                | 14,1 a 5.500 rpm                    | 21,6 a 6.500 rpm                       |                |                |
| Carburador         | ?                                | Amal 2600                           | Bing 84                                |                |                |
| Canvi              | 5 velocitats                     | 5 velocitats                        | 5 velocitats                           |                |                |
| Suspensió davant   | Forquilla telescòpica 165mm      | Forquilla telescòpica 165mm         | Forquilla telescòpica 165mm            |                |                |
| Suspensió darrera  | Amortidors hidràulics Betor 90mm | Amortidors hidràulics Betor 90mm    | Amortidors hidràulics Betor 90mm       |                |                |
| Pneumàtic davant   | 2,75 x 21                        | 2,75 x 21                           | 2,75 x 21                              |                |                |
| Pneumàtic darrera  | 4,00 x 18                        | 4,00 x 18                           | 4,00 x 18                              |                |                |
| Frens davant       | Tambor 140 x 30 mm               | Tambor 140 x 30 mm                  | Tambor 140 x 30 mm                     |                |                |
| Frens darrera      | Tambor 140 x 30 mm               | Tambor 140 x 30 mm                  | Tambor 140 x 30 mm                     |                |                |
| Pes en sec         | ?                                | 101 kg                              | 105 kg                                 |                |                |
| Dipòsit            | Vermell amb ratlla blanca        | Verd amb ratlla blanca (8,5 litres) | Vermell amb ratlla blanca (8,5 litres) |                |                |